# Armen Mkrtchian
Armen Mkrtchian –en armenio, Արմեն Մկրտչյան– (Vedi, 6 de octubre de 1973) es un deportista armenio que compitió en lucha libre.
Participó en los Juegos Olímpicos de Atlanta 1996, obteniendo la medalla de plata en la categoría de 48 kg. Ganó una medalla de bronce en el Campeonato Mundial de Lucha de 1995 y tres medallas en el Campeonato Europeo de Lucha entre los años 1994 y 2001.

## Palmarés internacional
| Juegos Olímpicos   | Juegos Olímpicos         | Juegos Olímpicos  | Juegos Olímpicos |
| Año                | Lugar                    | Medalla           | Categoría        |
| ------------------ | ------------------------ | ----------------- | ---------------- |
| 1996               | Atlanta (Estados Unidos) | Medalla de plata  | 48 kg            |
| Campeonato Mundial |                          |                   |                  |
| Año                | Lugar                    | Medalla           | Categoría        |
| 1995               | Atlanta (Estados Unidos) | Medalla de bronce | 48 kg            |
| Campeonato Europeo |                          |                   |                  |
| Año                | Lugar                    | Medalla           | Categoría        |
| 1994               | Roma (Italia)            | Medalla de oro    | 48 kg            |
| 1996               | Budapest (Hungría)       | Medalla de plata  | 48 kg            |
| 2001               | Budapest (Hungría)       | Medalla de bronce | 54 kg            |